# Lasse Vibe
Lasse Vibe (Aarhus, 22 de febrero de 1987) es un exfutbolista danés que jugaba en la demarcación de delantero.

## Biografía
Debutó como futbolista en 2006 con el Aarhus GF después de formarse en la cantera del club. Empezó jugando en la segundo nivel de la liga danesa, hasta que al final de temporada, tras quedar en segunda posición, ascendió a la Superliga. En 2009 fichó por el FC Fyn, con el que ganó la zona oeste de la Segunda División de Dinamarca. Tras pasar por el FC Vestsjælland y SønderjyskE, en 2013 fichó por el IFK Göteborg, con el que fue campeón de la Copa de Suecia en 2013. Además, el año siguiente, se convirtió en el máximo goleador de la Allsvenskan en 2014 con 23 goles anotados. El 24 de julio de 2015 firmó un contrato por tres años con el Brentford FC por 1,3 millones de euros.
En noviembre de 2019 se incorporó al FC Midtjylland, club en el que permaneció hasta su retirada al finalizar la temporada 2020-21.

## Selección nacional
Fue convocado por primera vez por la selección de fútbol de Dinamarca el 8 de agosto de 2012, para un partido amistoso contra Eslovaquia, pero finalmente no debutó. Su debut se produjo dos años después contra Turquía, el 3 de septiembre de 2014, en un partido amistoso que acabó con derrota danesa por 2-1, sustituyendo Vibe a Thomas Kahlenberg en el minuto 64. 

### Goles internacionales
| #  | Fecha                 | Estadio                         | Adversario | Gol | Resultado | Competición                         |
| -- | --------------------- | ------------------------------- | ---------- | --- | --------- | ----------------------------------- |
| 1. | 11 de octubre de 2014 | Elbasan Arena, Elbasan, Albania | Albania    | 1–1 | 1–1       | Clasificación para la Eurocopa 2016 |

## Clubes
| Club            | Temporada | Liga     | Liga  | Copa     | Copa  | Copa de la liga | Copa de la liga | Continental | Continental | Total    | Total |
| Club            | Temporada | Partidos | Goles | Partidos | Goles | Partidos        | Goles           | Partidos    | Goles       | Partidos | Goles |
| --------------- | --------- | -------- | ----- | -------- | ----- | --------------- | --------------- | ----------- | ----------- | -------- | ----- |
| AGF             | 2006–07   | 1        | 0     | 0        | 0     | —               | —               | —           | —           | 1        | 0     |
| AGF             | 2007–08   | 0        | 0     | 0        | 0     | —               | —               | —           | —           | 0        | 0     |
| AGF             | 2008–09   | 0        | 0     | 0        | 0     | —               | —               | —           | —           | 0        | 0     |
| AGF             | Total     | 1        | 0     | 0        | 0     | 0               | 0               | 0           | 0           | 1        | 0     |
| FC Fyn          | 2008–09   | 15       | 5     | —        | —     | —               | —               | —           | —           | 15       | 5     |
| FC Fyn          | 2009–10   | 30       | 7     | 1        | 0     | —               | —               | —           | —           | 31       | 7     |
| FC Fyn          | Total     | 45       | 12    | 1        | 0     | 0               | 0               | 0           | 0           | 46       | 12    |
| FC Vestsjælland | 2010–11   | 29       | 12    | 0        | 0     | —               | —               | —           | —           | 29       | 12    |
| FC Vestsjælland | 2011–12   | 14       | 6     | 1        | 0     | —               | —               | —           | —           | 15       | 6     |
| FC Vestsjælland | Total     | 43       | 18    | 1        | 0     | 0               | 0               | 0           | 0           | 44       | 18    |
| SønderjyskE     | 2010–11   | 14       | 6     | 1        | 0     | —               | —               | —           | —           | 15       | 6     |
| SønderjyskE     | 2011–12   | 33       | 13    | 1        | 0     | —               | —               | —           | —           | 34       | 13    |
| SønderjyskE     | Total     | 47       | 19    | 2        | 0     | 0               | 0               | 0           | 0           | 49       | 19    |
| IFK Göteborg    | 2013      | 14       | 2     | 1        | 1     | —               | —               | 2           | 0           | 17       | 3     |
| IFK Göteborg    | 2014      | 26       | 23    | 4        | 4     | —               | —               | 6           | 2           | 36       | 29    |
| IFK Göteborg    | 2015      | 16       | 6     | 6        | 7     | —               | —               | 1           | 0           | 23       | 13    |
| IFK Göteborg    | Total     | 56       | 31    | 11       | 12    | 0               | 0               | 9           | 2           | 76       | 45    |
| Brentford FC    | 2016      | 23       | 7     | 0        | 0     | 1               | 0               | 0           | 0           | 24       | 7     |
| Brentford FC    | Total     | 23       | 7     | 0        | 0     | 1               | 0               | 0           | 0           | 24       | 7     |
| Total           | Total     | 215      | 87    | 15       | 12    | 1               | 0               | 9           | 2           | 240      | 101   |

## Palmarés

### Campeonatos nacionales
| Título                              | Club              | País      | Año  |
| ----------------------------------- | ----------------- | --------- | ---- |
| Segunda División de Dinamarca Oeste | F. C. Fyn         | Dinamarca | 2009 |
| Copa de Suecia                      | IFK Göteborg      | Suecia    | 2013 |
| Superliga de Dinamarca              | F. C. Midtjylland | Dinamarca | 2020 |

### Distinciones individuales
| Distinción                        | Año  |
| --------------------------------- | ---- |
| Máximo goleador de la Allsvenskan | 2014 |